# Itobaal III
Itobaal III (en latín Ithobalus, en hebreo Etbaal) fue un rey de Tiro (en el sur de la región de Fenicia, actual Líbano).
Flavio Josefo lo registró en una lista de reyes de Tiro, y dice que reinó entre el 591/590 y el 573/572 a. C.
Según otros autores reinó entre el 586 y 576 a. C.[cita requerida]
Bajo su reinado, una parte de Palestina (incluyendo Judá) se rebeló contra el dominio asirio, atestiguado en el libro del profeta Jeremías c. 27:3.
Es posible que Tiro no fuera parte de la rebelión palestina del 586 a. C. desde el principio.
Las variadas evidencias de una intervención por parte de la flota egipcia a la ciudad podría sugerir que Tiro fue más o menos forzada por Egipto a unirse a Palestina.
Durante su reinado sucedió la primera caída de Jerusalén, y por lo tanto es posible que él sea quien fue comparado con el «querubín caído del Edén» que menciona el profeta Ezequiel.
Después de la derrota de Judá en el 583 a. C., Nabucodonosor II sitió Tiro durante 13 años.
| Predecesor: desconocido | Rey de Tiro 591 a. C. - 573 a. C. | Sucesor: Baal II |